# فورمیگارا
فورمیگارا (به ایتالیایی: Formigara) یک کومونه در ایتالیا است که در استان کریمونا واقع شده‌است.

## خصوصیات
فورمیگارا ۱۲٫۷ کیلومترمربع مساحت و ۱٬۱۱۶ نفر جمعیت دارد.